# Ni digte af Cally Monrad
Ni digte af Cally Monrad (Noors voor Negen gedichten van Cally Monrad) is een compositie van Hjalmar Borgstrøm. Borgstrøm zette muziek onder teksten van de schrijfster en voor de zangeres Cally Monrad. Monrad was destijds gevierd zangeres in Noorwegen en Borgstrøm gevierd componist. Vooral zijn liederen werden veelvuldig gezongen tijdens de laatste jaren 10 van de 20e eeuw. De liederen werden successievelijk in het repertoire opgenomen, vaak werden slechts twee of drie uit de bundel uitgevoerd. Op 26 september 1919 zong echter Cally Monrad alle negen liederen, begeleid door toenmalige sterpianist Karl Nissen.
De negen liederen:
1. Salomo I (Tag mit spaende af smaragder)
2. Salomo II (Kong Salomo, hvow faerdes du ved nat)
3. Jeg gaar (Birkelung, du milde)
4. Tidlig du var en tyv
5. Storme (Storme, som aldrig bruste)
6. Giv tid (Giv tid en stormsort vintertag)
7. Til min mor (Du vidste ikke selv)
8. Minder (Spor i sneen af tunge fotter)
9. En nat (Det er en nat)

De negen liederen verschenen verspreid over drie deeltjes in drukvorm bij Norsk Musikforlag, een advertentie werd gezet op 28 november 1918 in Aftenposten. In 1919 verscheen overigens een dichtbundel van Monrad Nye digte (Nieuwe gedichten) getiteld.